# Екерітофюльпеш
Екерітофюльпеш (угор. Ököritófülpös) — селище (надькьожег) в медьє Саболч-Сатмар-Береґ, у регіоні Північний Великий Альфельд на сході Угорщини. Селище займає площу 33,42 км² з 1803 жителями станом на 1 січня 2010 року.
В селищі розташована однойменна залізнична станція. Найближчі населені пункти — селище Порчальма, села Цегеньданьяд і Кочорд. Біля північно-східного кордону селища протікає річка Сомеш.